# Amos Oz
Amos Oz (hebrejsky עמוס עוז‎, rodným jménem Amos Klausner; 4. května 1939 – 28. prosince 2018) byl židovský izraelský spisovatel, esejista, novinář a profesor literatury na Ben Gurionově univerzitě v Beer Ševě.
Od roku 1967 byl předním zastáncem dvoustátního řešení izraelsko-palestinského konfliktu. Jeho knihy byly vydány ve zhruba 41 jazycích, včetně arabštiny, ve 35 státech světa. Je nositelem řady ocenění a vyznamenání, včetně Řádu čestné legie, Ceny knížete asturského, či Izraelské ceny.
V roce 2005 byl v internetové soutěži 200 největších Izraelců deníku Ynet zvolen 41. největším Izraelcem všech dob.

## Život
Amos Oz se narodil v Jeruzalémě ve čtvrti Kerem Avraham na Amosově ulici č. 18. Jeho rodiče, Jehuda Arje Klausner a Fanja Musman, byli sionističtí přistěhovalci z východní Evropy. Otec vystudoval historii a literaturu v litevském Vilniusu, později pracoval v Jeruzalémě jako knihovník a spisovatel. Jeho dědeček z matčiny strany vlastnil mlýn v Rovně v západní Ukrajině. Rodina patřila mezi pravicové revizionistické sionisty. Ozův příbuzný Josef Klausner byl při prezidentské volbě roku 1948 protikandidátem Chajima Weizmanna za stranu Cherut. Rodina byla nábožensky vlažná, přesto Oz navštěvoval náboženskou školu Tachkemoni. Střední školu absolvoval v Rechavji.
Hluboce ho poznamenala sebevražda jeho matky, ke které došlo v jeho dvanácti letech. V patnácti se odstěhoval do kibucu Chulda, kde ho adoptovala místní rodina (jejich první syn Ron Chuldaj je primátorem Tel Avivu). Tehdy si Amoz změnil příjmení z Klausner na Oz, což v hebrejštině znamená síla. Až do roku 1986 učil v kibucu na střední škole. Poté se kvůli astmatu syna Daniela přestěhovali i se svou ženou Nily do Aradu v Negevské poušti. Oz začal vyučovat literaturu na nedaleké Ben Gurionově univerzitě. Po prvních literárních úspěších postupně i díky honorářům snižoval svou angažovanost v kibucu.
V 50. letech sloužil v izraelské armádě v jednotce Nachal, zúčastnil se mimo jiné potyček na izraelsko-syrské hranici. Během šestidenní války sloužil v tankové jednotce na Sinaji, během Jomkipurské války sloužil na Golanských výšinách.
Po službě v jednotce Nachal studoval Oz filozofii a hebrejskou literaturu na Hebrejské univerzitě v Jeruzalémě. Roku 1965 mu vyšla první sbírka povídek Země šakalů (hebr. Arcot ha-tan). Jeho první román Jinde, možná (Makom acher) vyšel roku 1966. Od té doby vydával každý rok jednu knihu ve vydavatelství Strany práce Am oved („Pracující lid“). Toto vydavatelství později opustil a podepsal smlouvu s vydavatelstvím Keter, které mu nabídlo pravidelný příjem bez ohledu na pravidelnost publikace.
Díla Amose Oze byla přeložena do třiceti jazyků. Je nositelem velkého množství izraelských a mezinárodních ocenění. V roce 1992 obdržel Mírovou cenu německých knihkupců, 1998 prestižní Izraelskou cenu za literaturu, roku 2005 mu byla ve Frankfurtu nad Mohanem udělena Goethova cena za literaturu, v roce 2007 získal ve Španělsku Cenu knížete asturského za literaturu.
Oženil v roce 1960 s Nily Zuckermanovou, se kterou měl tři děti: Faniu, Galiu a Daniela.
Amoz Oz zemřel 28. prosince 2018 na rakovinu, je pochován v kibucu Chulda, ve kterém vyrůstal.

## Politická angažovanost a názory
Amos Oz byl uznávaný izraelský intelektuál a obhájce mírové koexistence Izraele a Palestiny. Byl spoluzakladatelem nevládní organizace Mír nyní, snažící se přesvědčit vládu a veřejné mínění v Izraeli o nutnosti dosažení míru s Palestinci a dalšími arabskými zeměmi výměnou za vzájemné kompromisy.

## Dílo
Česky nebo slovensky vyšlo:

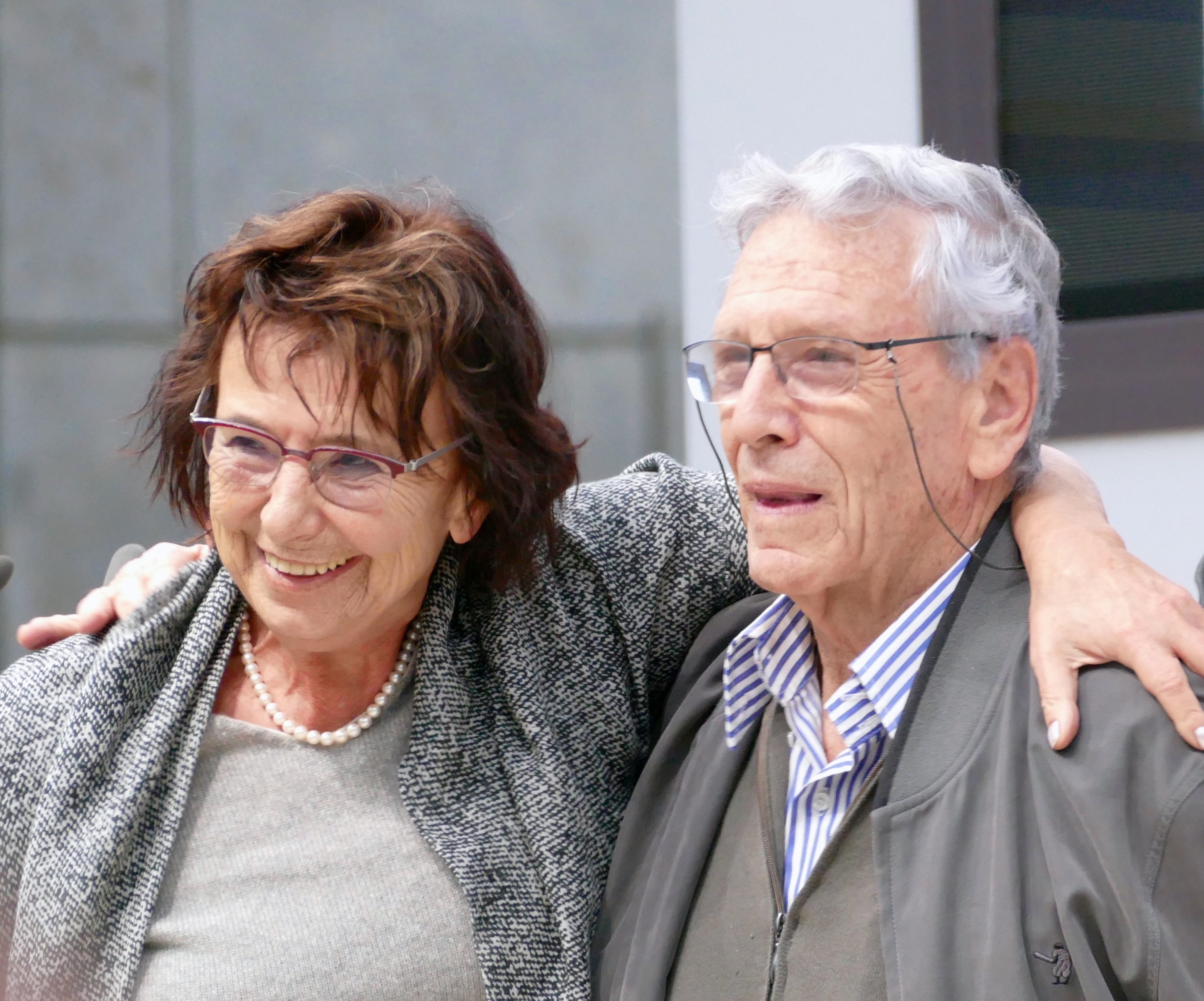
Zleva: německá spisovatelka a překladatelka z hebrejštiny Mirjam Presslerová a Amos Oz

- Černá skříňka. Z hebrejského originálu Kufsa šchora, Am oved, 1987 přeložila Jiřina Šedinová. Mladá fronta, 1993. ISBN 80-204-0410-4.
- Poznať ženu (angl. To Know a Woman, Hebrejský originál: Lada'at iša, Keter & Am oved, 1989) Z angličtiny do slovenštiny přeložil Pavel Vilikovský, Slovenský spisovateľ, 1995. ISBN 80-220-0641-6. .
- Mír, láska a kompromis. (Israel, Palestine and Peace) Z hebrejštiny a angličtiny přeložili Jiřina Šedinová a Milan Macháček. Mladá fronta, 1997. ISBN 80-204-0585-2. Výběr z esejí.
- Fima. Z hebrejského originálu Ha-macav ha-šliši (Keter, 1991) přeložila Jiřina Šedinová. Mladá fronta, 1998. ISBN 80-204-0714-6.
- Panter ve sklepě. Z hebrejského originálu Panter be-martef (Keter, 1995) přeložila Jiřina Šedinová. Mladá fronta, 1999. ISBN 80-204-0763-4.
- Až do smrti. Z hebrejského originálu Ad mavet (Sifrijat poalim, 1971) přeložily Mariana Švecová a Lenka Kvasničková. Paseka, 2002. ISBN 80-7185-459-X.
- Můj Michael. Z hebrejského originálu Micha'el šeli (Am oved, 1968) přeložily Lenka Bukovská a Mariana Fisher. Paseka, 2005. ISBN 80-7185-688-6.
- Jak vyléčit fanatika. Z anglického originálu Help Us to Divorce (Vintage, Londýn 2004) přeložil Milan Macháček. Paseka 2006. ISBN 80-7185-787-4. Eseje
- Příběh o lásce a tmě. Z hebrejského originálu Sipur al ahava ve-chošech (Keter, Jeruzalém 2002) přeložil Michael Žantovský. Paseka 2009. ISBN 978-80-7185-998-7, autobiografický román.
- Scény z venkovského života. Z hebrejského originálu Tmunot me-chajej ha-kfar. 1. vyd. Praha; Litomyšl: Paseka, 2013. 123 S. přeložila Lenka Bukovská
- Jidáš. Z hebrejského originálu Ha-besora al pi Jehuda (Keter, Jeruzalém, 2014) přeložila Lenka Bukovská a Mariana Fisher, 1. vyd. Praha; Litomyšl: Paseka, 2016. 256 S. ISBN 978-80-7432-769-8, Román

Další knihy (v závorce doslovný český překlad):
- Laga'at ba-majim, laga'at ba-ruach (Dotknout se vody, dotknout se větru), 1973
- Har ha-eca ha-ra'a (Hora zlé rady), 1976
- Al tagidi lajla (Neříkej tomu noc), 1994
- Pit'om be-omek ha-ja'ar (Nečekaně v hlubinách lesa), 2005. Kniha pro děti
- Al midronot har ga'aš (Na svazích sopky), 2006

Amos Oz je autorem celkem čtyřiceti knih, asi nejoceňovanější je autobiografický román Příběh o lásce a tmě z roku 2002, v roce 2015 zfilmovaný Natalií Portmanovou (Příběh lásky a temnoty). Kromě beletrie Oz pravidelně uveřejňoval eseje zaměřené na politiku, literaturu a otázky míru. Dříve publikoval v izraelském deníku Davar, po jeho zániku v 90. letech uveřejňoval své články v deníku Jedi'ot achronot. Mimo Izrael publikoval například v magazínu New York Review of Books, příležitostně vycházely jeho články například v deníku Mladá fronta DNES.